# Tiru
Tiru oder Thiru (Tamil திரு tiru [ˈt̪irɯ]) ist ein Wort der südindischen Sprache Tamil, das als ehrerbietendes Präfix den Namen von Personen, Orten sowie den Titeln von Texten etc. vorangestellt werden kann. Bei Frauen wird häufig auch Thirumathi (Tamil: திருமதி tirumati [ˈt̪irɯmʌd̪i]) verwendet.

## Bedeutung
Das Tamil-Wort tiru hat dasselbe Bedeutungsspektrum wie das Sanskrit-Wort Shri (śrī), von dem es möglicherweise auch abgeleitet ist. Wie Shri ist Tiru ein Beiname der Hindu-Göttin Lakshmi. Weitere Bedeutungen von tiru sind u. a. „Wohlstand“, „Vornehmheit“, „Schönheit“, „Segen“ und „Heiligkeit“.

## Beispiele
Das Respekt bezeugende Präfix Tiru kann den Namen von Personen, den Titeln von Texten (z. B. Tirukkural) oder anderen Wörtern vorangestellt werden. In einigen Fällen, wie beim Dichterheiligen Tiruvalluvar, ist die Vorsilbe zu einem festen Teil des Namens geworden. Auch in Ortsnamen findet sich oft das Präfix Tiru, das in diesem Fall oft auf eine Tempelstadt hinweist. Auch hier ist das Tiru in der Regel fester Bestandteil des Namens. Mit Tiru oder Thiru beginnende Ortsnamen gibt es vor allem in Tamil Nadu 
(z. B. Tiruchirappalli, Tiruvannamalai, Tirunelveli u. v. a.) in Kerala (z. B. Thiruvananthapuram), in Andhra Pradesh (z. B. Tirupati) und in den tamilisch besiedelten Gebieten Sri Lankas (z. B. Trincomalee, eigentlich Tirukonamalai).